# Доњи Сибовац
Доњи Сибовац (алб. Siboc i Poshtëm) је насељено место у општини Подујево, Косово и Метохија, Република Србија.

## Демографија
| Демографија | Демографија | Демографија |
| Година      | Становника  | Становника  |
| ----------- | ----------- | ----------- |
| 1948.       | 224         |             |
| 1953.       | 233         |             |
| 1961.       | 241         |             |
| 1971.       | 254         |             |
| 1981.       | 364         |             |
| 1991.       | 486         |             |